# Blargies
Blargies ist eine französische Gemeinde mit 505 Einwohnern (Stand 1. Januar 2022) im Département Oise in der Region Hauts-de-France. Sie gehört zum Arrondissement Beauvais, zur Communauté de communes de la Picardie Verte und zum Kanton Grandvilliers.

## Geographie
Die Gemeinde Blargies liegt im Naturraum Pays de Bray an der Grenze zum Département Seine-Maritime, 38 Kilometer nordwestlich von Beauvais. Durch Blargies verlaufen die die Bahnstrecken von Amiens nach Reims und von Aumale nach Beauvais, der Kreuzungsbahnhof, dessen Anlagen sich bis auf das Gemeindegebiet erstrecken, liegt im nördlich angrenzenden Abancourt. Zur Gemeinde gehören die Weiler Belleville, Redderies und Secqueville sowie die isolierte Häusergruppe Le Vallabonnet.

## Geschichte
Die Gemeinde erhielt aus Auszeichnung das Croix de guerre 1914–1918.

## Bevölkerungsentwicklung
| Jahr                       | 1962 | 1968 | 1975 | 1982 | 1990 | 1999 | 2011 | 2021 |
| -------------------------- | ---- | ---- | ---- | ---- | ---- | ---- | ---- | ---- |
| Einwohner                  | 417  | 408  | 463  | 451  | 455  | 450  | 504  | 511  |
| Quellen: Cassini und INSEE |      |      |      |      |      |      |      |      |

## Sehenswürdigkeiten
- Kirche Saint-Martin mit Reiterstatue des Titularheiligen aus dem 16. Jahrhundert
- Soldatenfriedhof des Commonwealth

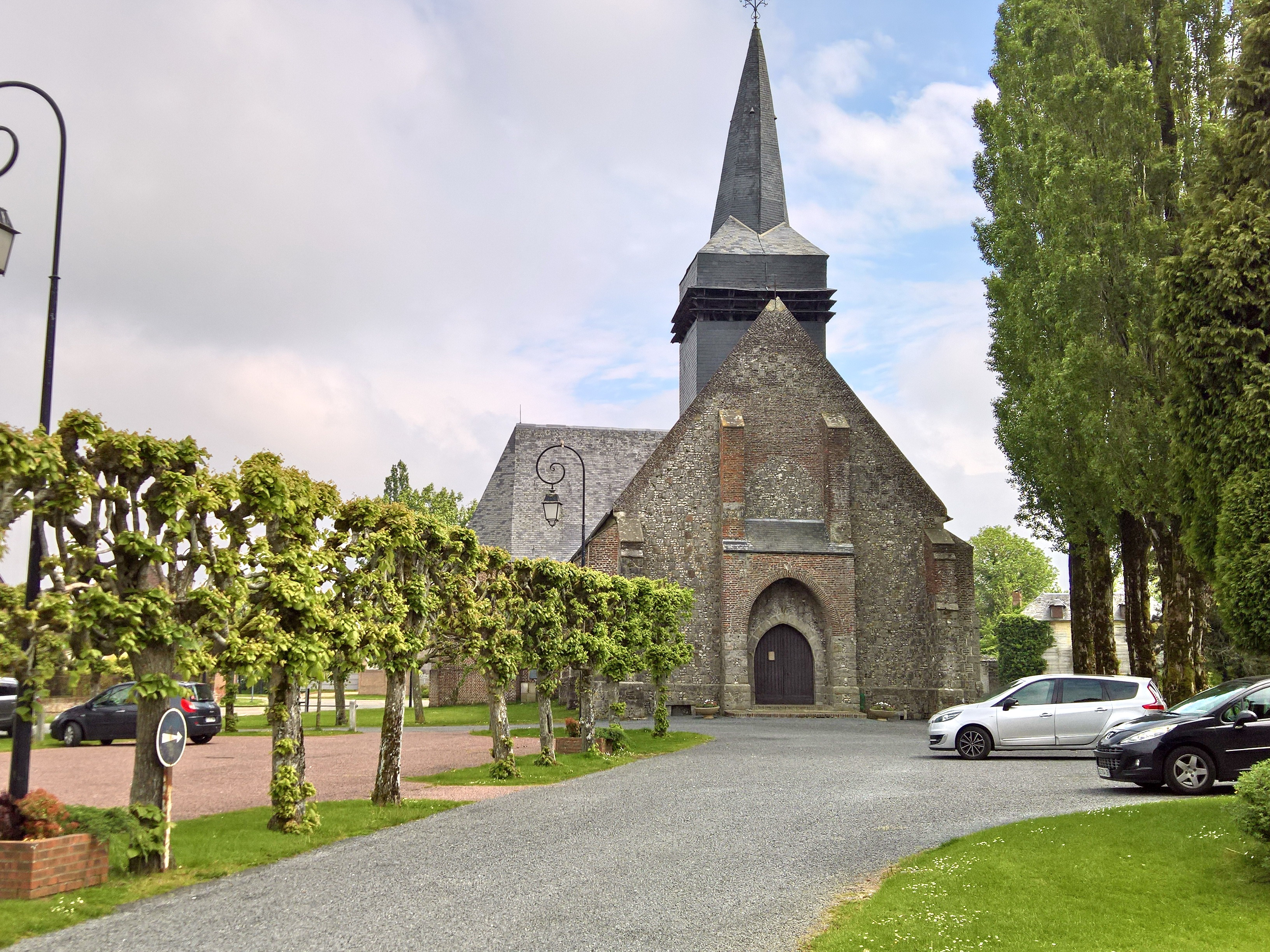
Kirche Saint-Martin
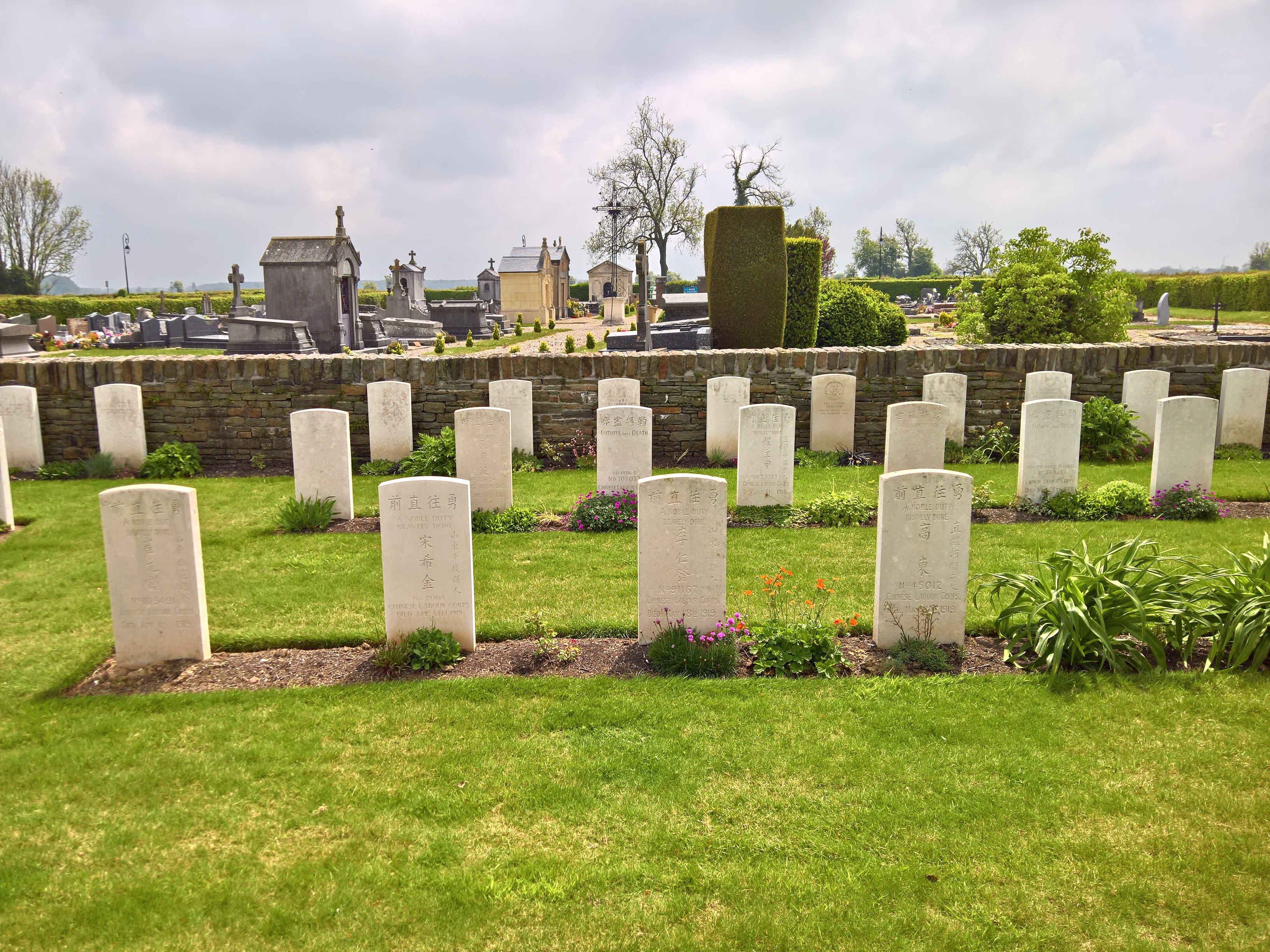
Commonwealth-Soldatenfriedhof
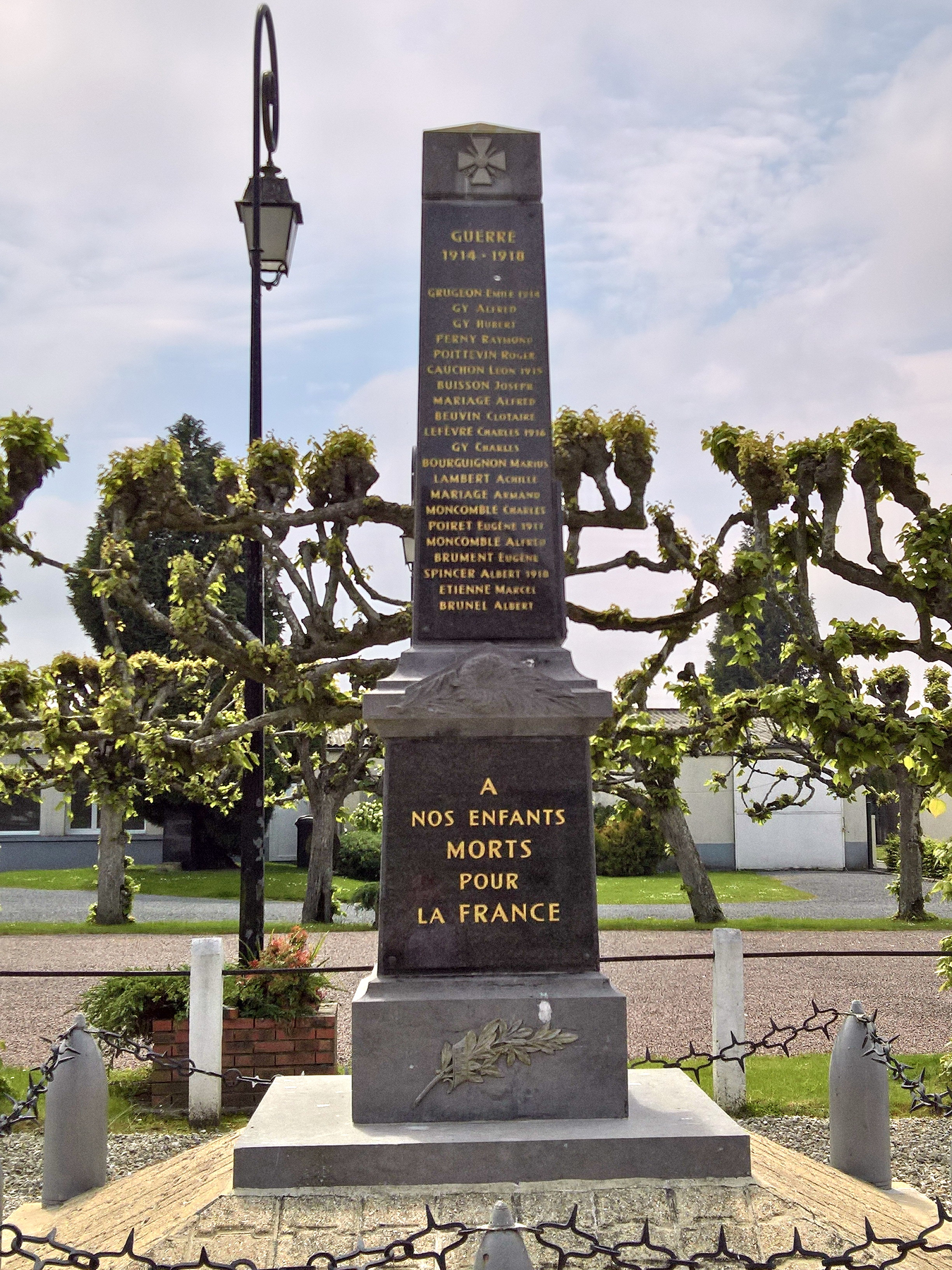
Gefallenendenkmal